# Hopea latifolia
Hopea latifolia là một loài thực vật thuộc họ Dipterocarpaceae. Loài này có ở Brunei, Campuchia, Malaysia, và có thể cả Thái Lan.